# Tereza Králová
Tereza Králová (* 22. Oktober 1989  in Brünn,  ČSSR) ist eine tschechische Hammerwerferin.

## Sportkarriere
Erste Erfahrung bei internationalen Meisterschaften sammelte Tereza Králová bei den Juniorenweltmeisterschaften in Bydgoszcz 2012, bei denen mit 55,90 m den zwölften Platz im Finale belegte. 2011 belegte sie bei den U23-Europameisterschaften in Ostrava den siebten Platz. 2012 qualifizierte sie sich für die Europameisterschaften in Helsinki, bei denen sie  mit 65,87 m den zwölften Platz im Finale belegte. 2013 nahm die Studentin der Masaryk-Universität in Brünn an der Sommer-Universiade im russischen Kasan teil und erreichte dort den sechsten Rang. Sie qualifizierte sich zudem für die Weltmeisterschaften in Moskau, bei denen sie mit 64,74 m in der Qualifikation ausschied.
2014 qualifizierte sie sich erneut für die Europameisterschaften in Zürich, bei denen sie diesmal aber ohne einen gültigen Versuch in der Qualifikation ausschied. 2015 erreichte sie bei den Studentenweltspielen in Gwangju den fünften Platz,  schied jedoch bei den Weltmeisterschaften in Peking mit 61,39 m in der Qualifikation aus. Zwei Jahre später wurde sie bei der Sommer-Universiade in Taipeh Achte.
Von 2012 bis 2015 wurde sie tschechische Meisterin im Hammerwurf.